# Вешень
Вешень — деревня в Плюсском районе Псковской области России. Входит в состав Лядской волости.
Расположена в 1,5 км от правого берега реки Плюссы, в 34 км к северо-западу от райцентра Плюсса, в 11 км к востоку от волостного центра Ляды. Вблизи протекает небольшая река Вишенка (правый приток Плюссы).

## Население
Численность населения деревни на 2000 год составляла 2 человека, по переписи 2002 года — 8 человек.